# 佛山市南海中学
| 南海中学 |                          |
| 校训     | 任重致远                 |
| 成立于   | 清光绪33年 （1907年）    |
| 荣誉校长 | 马万祺                   |
| 学校类型 | 公立重点中学             |
| 现任校长 | 傅陆根                   |
| 校址     | 广东省佛山市南海区西樵镇 |
|          |                          |

佛山市南海中学位于中国广东省佛山市西樵镇，坐落于西樵山脚下、北江之滨，于1907年创办，是一所历史悠久的名牌学校。广东省一级学校，国家级绿色学校，广东省心理教育示范学校，首批国家级示范性普通高中。

## 校园文化
- 校训  任重致远
- 校风  团结、奋发、坚毅、严谨
- 学风  励志，致知，笃行，创新
- 教风  敬业，仁爱，砥德，勤修
- 南中人精神  弘毅弘志，求真求实

## 学校简介
南海中学历史课追溯到1907年，当时的校舍是西湖书院，名字叫做“南海中学堂”，第一任校长是朱世畴先生。1910年，学校迁往现在的广州西华路460号广州十一中校址。1912年南海中学堂正式改名为南海中学校。所以现在有两间南海中学，南海一间，广州也有一间，不过两间学校并没有来往。现任校长为傅陆根。

## 学校介绍[3]
南海中学始创于1907年，占地267.8亩，是一所全寄宿制高级中学。学校坐落在国家级5A景区西樵山东麓，素以环境优美、校风严谨、成绩优异享誉南粤。学校是佛山市唯一一所国家级绿色学校，首批广东省国家级示范高中，广东省心理健康教育示范学校，佛山市办学历史最悠久、校园面积最大的中学。
南海中学现有教师270人，学历达标率100%。其中高级教师101人，硕士研究生47人，特级教师、国家级、省级名师培养对象9人；佛山市名师11人；南海区名师45人，其中高级校长1人，首席教师3人，学科带头人9人；外籍教师1人。
南海中学始终牢记“任重致远”的校训，践行“绿色教育”，坚持以“守望生命的绿水青山”为办学理念，以“培养新时代绿色人才”为育人目标，秉承 “以老师和学生的发展来成就学校的发展”。
南海中学坚守绿色德育理念，坚持德育生活化、活动化，坚持自主管理，努力为学生构建“喜欢、享受和回味”的校园生活。坚持“健康第一”的理念，学校每月都有一次大型的文体活动，色彩斑斓，精彩纷呈。学校现有40多个校级学生社团，定期开展科技文化周、社团文化节等大型活动。
南海中学现有教学班68个，学生3600多人。学校倡导绿色高效课堂、自主学习，办学现代开放，推行“小班化”和“导师制”教学，连续多年被评为“佛山市普通高中教学质量优秀学校”。近年来，学校坚持与省内名校构建联合体；坚持国际化交流，和英国威尔特郡伍巴顿希特学校等成为友好学校，与港、澳兄弟学校实现常态化交流。
近年来，南海中学的办学成绩节节攀升，高考各项指标均居广东省前列，重点（高分考生优先投档线以上）人数近900人，重点率接近80%，本科率更是接近100%。名牌高校录取人数屡创新高，2018年985高校录取102人，211高校录取274人，双一流高校录取313人！

## 领导机构[5]
| 部门                 | 处/室                | 人员、职务           | 主要职能 |
| -------------------- | -------------------- | -------------------- | --- |
| 傅陆根校长、党委书记 | 傅陆根校长、党委书记 | 傅陆根校长、党委书记 | 主持学校、党委全面工作 |
|                      | 刘水明副校长         | 刘水明副校长         | 分管教学 |
| 教学                 | 教研处               | 彭清华 主任          | 主持教研处工作。负责教师队伍建设、教研组备课组管理、教学常规管理、教学质量监控、教学装备建设等工作。 |
| 教学                 | 教研处               | 宋业应 副主任        | 协助主任工作。负责教科研队伍建设、校本教研、教育及教学科研管理、课堂教学改革、科技创新大赛、学科竞赛及培尖研究、教学部门宣传等工作。                                                                       |
| 教学                 | 教务处               | 梁应标主任           | 负责课表编排、教师继续教育、教学辅助人员管理、各年级考试考务工作、外教引进、课堂教学纪律检查、“七校联合体”联络、教师加班统计等工作。                                                                       |
| 教学                 | 教务处               | 潘国鉴主任           | 负责人事政工、教材教辅材料的征订管理、学籍管理、招生、各年级考试监考安排、高考考务、教学辅助人员管理，以及其他各项教学服务工作。                                                                           |
|                      | 杨剑副校长           | 杨剑副校长           | 分管德育 |
| 德育                 | 德育处               | 李拥军主任           | 主持德育处工作。负责对外联系、创文、德育宣传、安全教育、体艺等工作。 |
| 德育                 | 德育处               | 古清华副主任         | 协助德育处主任工作。负责班主任培训、学生思想道德、宿舍管理等工作，指导、协调年级组长、团委、心理室开展工作。                                                                                               |
| 后勤                 | 赵骥副校长           | 赵骥副校长           | 分管后勤、安全、人事、党务、工会工作。后勤线侧重工作规划、行政管理、教职工福利、经济分配、经费申报、财务预决算、绩效评价、项目申报、资金管理、基建建设、大宗设备采购。                                     |
| 后勤                 | 办公室               | 蒋旭锋副主任         | 主抓年级工作，负责学校计划、总结、学校行事历等 |
| 后勤                 | 办公室               | 胡文华副主任         | 办公室工作统筹、学校宣传、投诉回复、行政公文、交流接待、会议组织、教职工活动、校车管理、办公设备管理、网络安全等                                                                                           |
| 后勤                 | 办公室               | 谭家业副主任         | 主抓年级工作，负责学校制度建设、综治维稳、工会工作、校务公开等。 |
| 后勤                 | 总务处               | 郭丽婉 主任          | 主持总务处工作。负责后勤制度建设、能源耗材管理、设备零星采购、固定资产管理、财务审计、食品安全、职工管理和培训、过渡房管理、协助完成年度预决算及绩效评价。分管饭堂、小卖部（已撤销）、财务室。女工委工作。 |
| 后勤                 | 校务处               | 何伟雄 主任          | 负责安全（保卫、校舍、交通、消防等）、卫生、校园维修维护、绿化、防疫、校园保险、综治维稳、服务保障。 |
| 党务                 | 行政管理研究处       | 钟华能 主任          | 负责党务工作。 |

## 來源
1. ↑  . nhzx.nhedu.net.   [2023-03-04].
2. ↑  广东教育杂志社编. . 广州：广东经济出版社. 2005.03: 23. ISBN 7-80677-949-3.
3. ↑  . nhzx.nhedu.net.   [2023-03-04].
4. ↑  . nhzx.nhedu.net.   [2023-03-04].
5. ↑  . nhzx.nhedu.net.   [2023-03-04].

## 网址
- 官方网站（佛山南海中学）
- 广州南海中学网页